# I Just Called to Say I Love You
«I Just Called to Say I Love You» (в переводе с англ. — «Я просто позвонил, чтобы сказать, что люблю тебя») — песня в исполнении Стиви Уандера, вышедшая в 1984 году и возглавлявшая чарты США, Великобритании и многих других стран и получившая музыкальный «Оскар».
Песня стала главной темой фильма 1984 года «Женщина в красном» режиссёра Джина Уайлдера вместе с двумя другими песнями Стиви Уандера и возглавляла хит-парад США Billboard Hot 100 три недели с 13 октября 1984 года. Она также была единственной для Стиви песней, ставшей № 1 в Англии, продержавшись на вершине 6 недель. Сингл стал 10-м его чарттоппером в хит-параде R&B chart и его 4-м лидером в чарте Hot Adult Contemporary Tracks. Дополнительно, песня выиграла «Золотой глобус» и Премию «Оскар» за лучшую песню к фильму.

## Положение в хит-парадах
Возглавляла чарты США, Великобритании и многих других стран и получила музыкальный «Оскар».
Возглавляла хит-парад США Billboard Hot 100 три недели с 13 октября 1984 года. Она также была единственной для Стиви песней, ставшей № 1 в Англии, продержавшись на вершине 6 недель. Сингл стал 10-м его чарттоппером в хит-параде R&B chart и его 4-м лидером в чарте Hot Adult Contemporary Tracks. Дополнительно, песня выиграла «Золотой глобус» и Премию «Оскар» за лучшую песню к фильму.
Еженедельные чарты:
| Чарт (1984)                                | Высшая позиция |
| ------------------------------------------ | -------------- |
| Australian ARIA Singles Chart              | 1              |
| Austrian Singles Chart                     | 1              |
| Danish Singles Chart                       | 6              |
| Dutch Singles Chart                        | 1              |
| French Singles Chart                       | 1              |
| German Singles Chart                       | 1              |
| Irish Singles Chart                        | 1              |
| Italian Singles Chart                      | 1              |
| Norwegian Singles Chart                    | 1              |
| New Zealand Singles Chart                  | 1              |
| Swedish Singles Chart                      | 1              |
| Swiss Singles Chart                        | 1              |
| UK Singles Chart                           | 1              |
| US Billboard Hot 100                       | 1              |
| US Billboard Hot Adult Contemporary Tracks | 1              |
| US Billboard Hot Black Singles             | 1              |

Годовые чарты:
| Чарт (1984)                  | Позиция |
| ---------------------------- | ------- |
| Великобритания (Gallup Poll) | 2       |

## Кавер-версии
- В 1985 году Карел Готт записал версию «To byl vám den», в составе альбома «Muzika»[16].